# 智能月球探測器
小型月球探測器（英語：Smart Lander for Investigating Moon）是由日本宇宙航空研究開發機構（JAXA）開發的月球著陸器，设计用于验证日本的精確著陸技術。
小型月球探测器的開發始于2017年，著陸器計劃於2021年發射，但由於與SLIM併車的XRISM任務的延遲，任务被推遲到2023年。
日本时间2023年9月7日上午8點42分11秒，H-IIA运载火箭搭载小型月球探测器從鹿兒島縣種子島宇宙中心發射升空。2023年12月25日进入环月轨道，原计划2024年1月19日于月球着陆，最终于20日凌晨成功登陸月球，成為第五個在月球軟著陸的國家。探测器存活了几个月球昼夜，最后一次通信发生在2024年4月29日。2024年8月23日，JAXA宣布任务结束。

## 概述
SLIM將是日本的首次月球表面任務，並將展示精確的月球著陸。在下降到月球的過程中，著陸器將通過應用表面辨識系統的技術識別月球陨石坑，並通過利用輝夜姬號月球軌道飛行器任務收集的觀測數據確定其當前位置。SLIM的目標是在100（330英尺）著陸區內軟著陸。相較之下，阿波羅11號登月艙“鷹”的著陸區是長20（12英里）寬5（3.1英里）的橢圓。日本宇宙航空研究開發機構副總幹事稻穀義文表示，通過成功實現這一極其精確的著陸，將提高太空探索的質量。
SLIM計劃與X射線成像和光譜任務太空望遠鏡一起發射，並將降落在馬利厄斯山洞：輝夜姬號發現的月球熔岩管入口。開發該項目的預計成本為180億日元。

### 漫遊車
SLIM團隊過去曾評估過此次任務中包含一輛小型漫遊車。一個初步的概念考慮一輛帶有兩個充氣輪的漫遊車，它將進入或落入熔岩管，同時沿軌道部署微型通信中繼設備。其他概念建議開發一種沒有輪子但能够“跳躍”前進的微型漫遊車。
日本宇宙航空研究開發機構與Tomy、索尼和同志社大學聯合開發的月球漫遊車2號（LEV-2）將搭載在SLIM上。

## 歷史
後來被稱為SLIM的Small Lunar Landing Experiment Satellite的提案，早在2005年就已經存在。2013年12月27日，日本宇宙科学研究所呼籲為其下一個“競爭性選擇的中型重點任務”提出提案，SLIM是提交的七個提案之一。2014年6月，SLIM與命運+技術演示任務一起通過了半決賽選拔，2015年2月，SLIM最終入選。從2016年4月起，SLIM獲得了日本宇宙航空研究開發機構的專項項目。在2016年5月，據報導三菱電機獲得了建造該航天器的契约。SLIM計畫成為日本第二個在月球表面運行的月球著陸器（第一个登陆器预计为好客号，但其由于失联而任务失败）。
2017年，由於XARM（XRISM）的開發成本帶來的資金困難，SLIM由原本專用的艾普斯龙运载火箭改為拼車H-IIA飛行。由此節省的成本將用於開發因XRISM而落後於計畫的其他衛星。

## 任務
探测器于2023年12月25日进入环月轨道，2024年1月20日凌晨成功登陸月球。负载的两个漫游车也成功释放部署，但由于太阳能发电板未能正常工作，依靠储备电池的电量只能維持幾個小時工作，最终登陆器进入月夜时设备会因为没有电力而无法工作并与地球失联，但JAXA表示仍不会马上放弃任务。該任務的操作員希望登陸器能夠在幾天後陽光照射到太陽能電池板時甦醒 。1月22日发布消息提到，为防止电池过度放电，在电量还剩下12%时关闭了电池供电，并推测着陆时太阳能发电板面向西边，意味着有机会被照射到而恢复发电，而且已成功获得并传输回着陆时的遥感数据。2024年1月25日，JAXA举行发布会，根据遥感数据和LEV-2拍摄到的图像显示，证实了由于两个降落用主推进器的其中一个在降落到50米时发生故障，导致着陆器倒转地着陆在月面上，由于离其降落点离原定位置以东约55米处，满足原定100米范围内精确着陆的要求，图像也确认了太阳能发电板的朝向。虽然已成功着陆并释放两个漫游车，但其登陆方式仍被认为没得到认证有效性。2024年1月29日，因日照條件好轉，太陽能板已恢復發電功能，而登陸器已重啟，並持續進行科學探測中。登陸器在著陸前懸停時部署的兩個LEV-1和LEV-2漫遊車正在按計劃工作，其中LEV-1獨立與地面站通訊。
第5个月球日（5月24日~5月28日）期间，JAXA认为探测器应已恢复电力，于5月24~25日发送信号尝试恢复运作，但没收到探测器回应。27日再尝试发送信号，由于到28日太阳已经落山，太阳能板不会再发电，所以这次尝试恢复失败。JAXA计划下个月再尝试，预计太阳能板恢复发电，到时希望将这个系统重启并重置。
第6个月球日（6月21日~6月27日）期间，JAXA再次发送信号尝试恢复探测器运作，但仍没收到探测器回应，认为可能是由于太阳耀斑影响导致系统损坏。

## 外部連結
- 智能月球探測器的X（前Twitter）

- 宇宙科学研究所制作的所SLIM项目网站 （页面存档备份，存于） （日語）
- JAXA SLIM page （页面存档备份，存于）（英語）
- ISAS/JAXA SLIM page （页面存档备份，存于）（英語）